# Paralaesthia mandibularis
Paralaesthia mandibularis är en stekelart som beskrevs av Peter Cameron 1884.
Paralaesthia mandibularis ingår i släktet Paralaesthia och familjen puppglanssteklar. Artens utbredningsområde är Panama. Inga underarter finns listade i Catalogue of Life.